# قطارة الإمام علي
قطارة الإمام علي هي عبارة عن ينبوع ماء يسمى بقطارة الإمام علي تقع في الصحراء الغربية لمحافظة كربلاء وتبعد عن مركز المحافظة بحوالي 28كم2 بالقرب من بحيرة الرزازة، يقول المؤرخون عنها أن الامام علي عندما توجه إلى صفين لحق بجيشه العطش فأشار إليهم الإمام علي في وسط الصحراء إلى مكان ليحفروه فإذا بهم بصخرة فشق بيده الصخرة فخرج منها ماء عذب فشربوا منه وإرتووا ولايزال يجري منها حتى الآن.

## إنهيار جزء من القطارة عام 2022
في يوم السبت 20 أغسطس 2022 حدث إنهيار لتلّة ترابية على مزار قطارة الإمام علي، تسبب الإنهيار بتدمير حوالي 30% من مساحة المبنى.

## سبب الانهيار
يعود سبب إنهيارها إلى تشبع الساتر الترابي حول المزار بالرطوبة. وايضاً قيام صاحب المشروع بمد أنابيب ماء في أسفل التلال لديمومة خروج المياه وهو ما سبب تفتت تربة المنطقة بفعل نضوح الماء منها.

## فرق الإنقاذ
نجحت فرق الإنقاذ بإنتشال 6 أشخاص من بينهم 3 أطفال، وفقاً مديرية الدفاع المدني في كربلاء.

## الضحايا
عدد الضحايا هو 7 وفيات من بينهم 4 نساء ورجلين وطفل، وفقاً لوزارة الصحة العراقية.

## الإغلاق
أعلن محافظ كربلاء (نصيف الخطابي) عن إغلاق مزار القطارة بالكامل، وفقاً لما قاله في خطابه «موقع الحادثة أغلق بالكامل، لكونه أصبح مصدر خطر على المواطنين».

## معرض الصور

قطارة الإمام علي بعد الإنهيار.

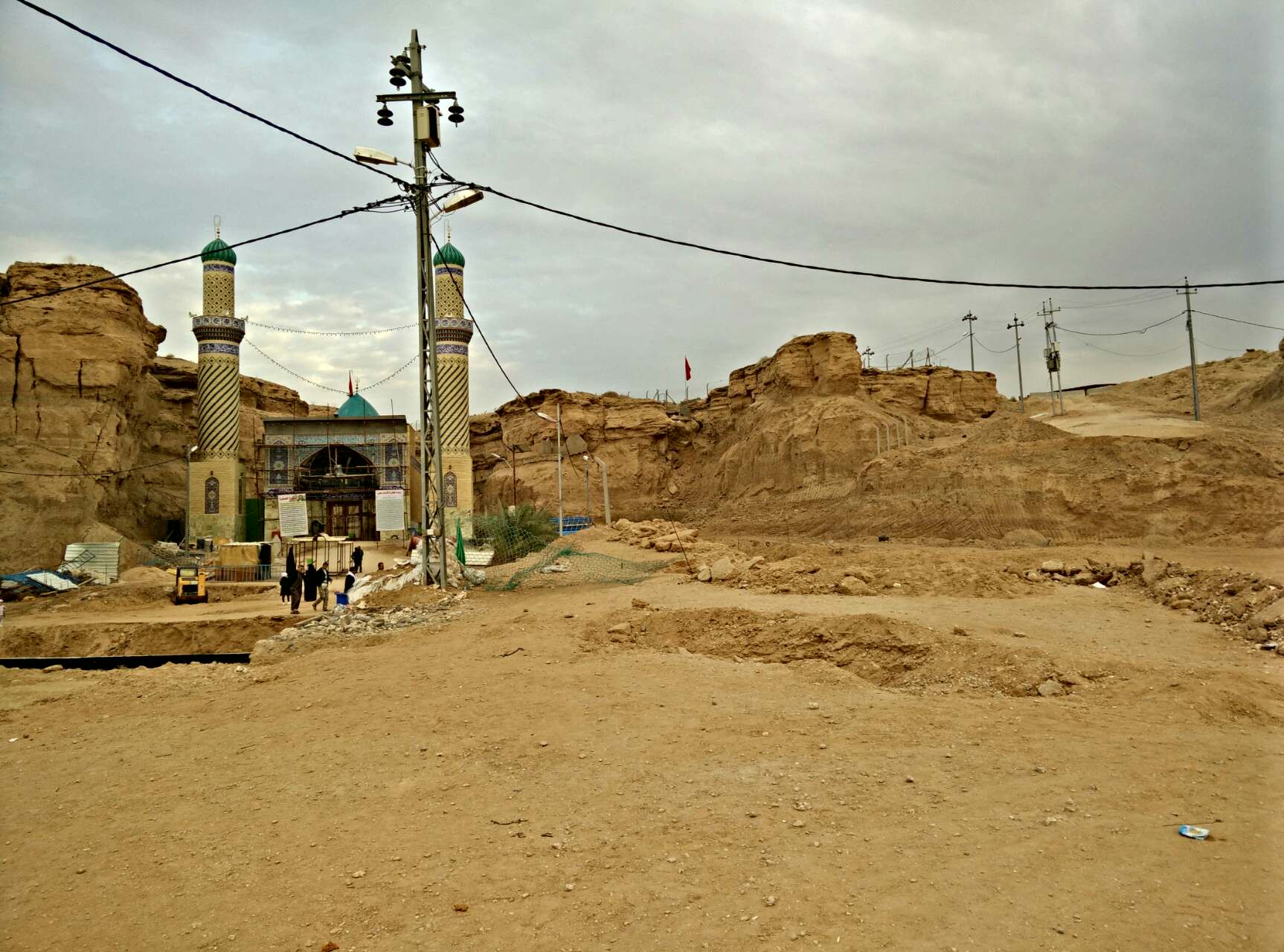
قطارة الامام علي في كربلاء قبل الإنهيار.

قطارة الإمام علي من الخارج قبل الإنهيار.

قطارة الإمام علي من الداخل قبل الإنهيار.

بعد الإنهيار:
قبل الإنهيار: